# Cymbellales
Ordre
Les Cymbellales sont un ordre d’algues diatomées de la classe des Bacillariophyceae, sous-classe des Bacillariophycidae.

## Liste des familles
Selon AlgaeBase (10 novembre 2017) :
- Anomoeoneidaceae D.G.Mann
- Cymbellaceae Kützing
- Cymbellales incertae sedis
- Gomphonemataceae Kützing
- Rhoicospheniaceae Topachevs'kyj & Oksiyuk

Selon Catalogue of Life (10 novembre 2017) et ITIS (10 novembre 2017) :
- Anomoeoneidaceae Mann
- Cymbellaceae Greville
- Gomphonemataceae Kützing
- Rhoicospheniaceae Chen & Zhu